# Apple Pippin
Der Apple Pippin ist eine von der Computerfirma Apple entwickelte stationäre Spielkonsole, die ab 1996 von Bandai in Lizenz unter dem Namen Atmark verkauft wurde. Das Gerät verkaufte sich angesichts der Konkurrenz sehr schlecht und gilt als Flop.

## Beschreibung

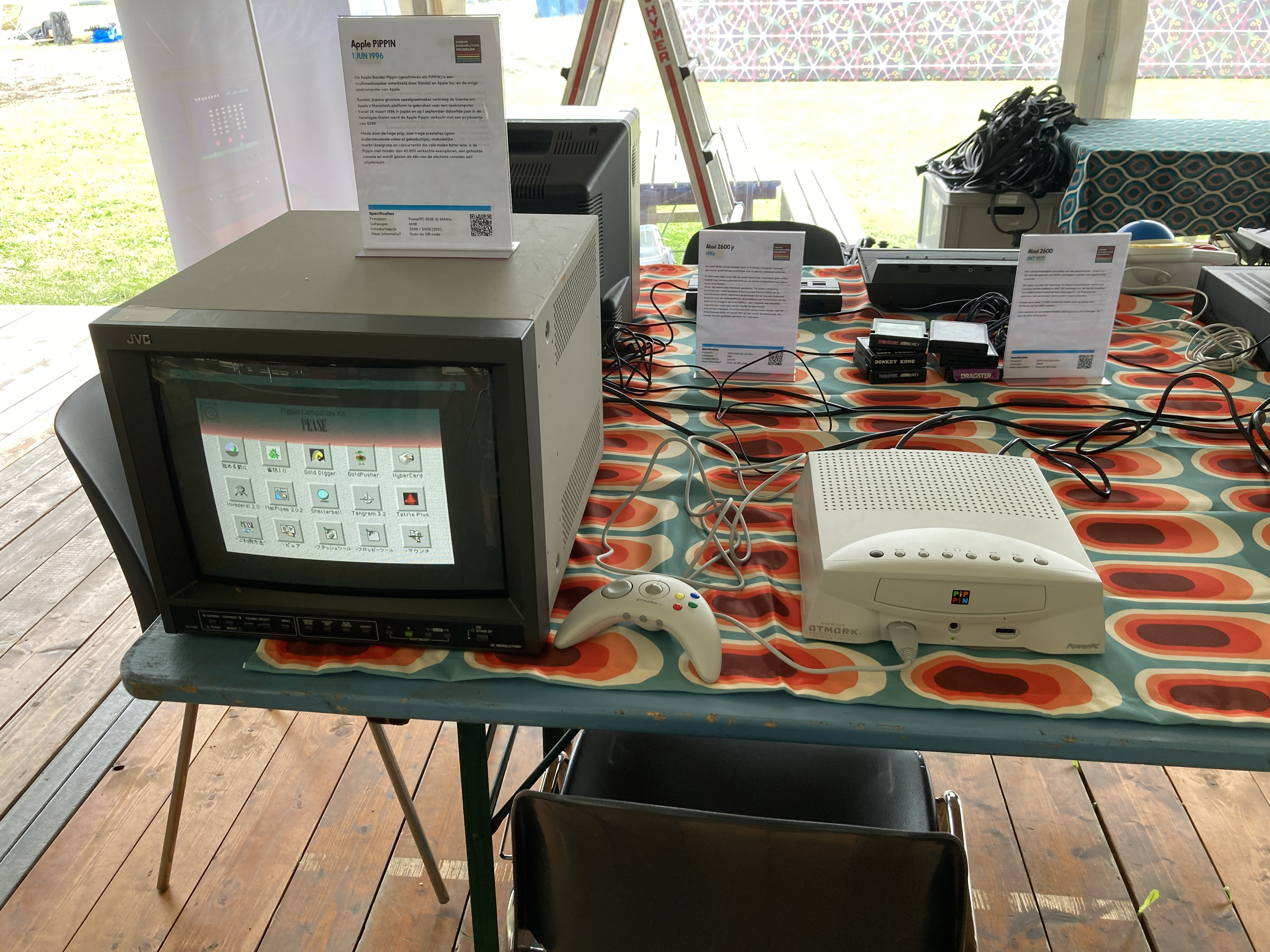
Apple Pippin Konsole und Controller auf dem MCH2022

Der Pippin basierte auf einem mit ca. 66 MHz getakteten PowerPC-603e-Prozessor und einem abgespeckten Mac-OS-betriebenen System. Das Ziel war ein preisgünstiger Computer für CD-basierte Multimedia-Titel, insbesondere Spiele, der aber auch netzwerkfähig sein sollte. Daher wurde die Konsole mit einem 4x-CD-ROM-Laufwerk und TV-Ausgang ausgestattet. Über ein 14,4-kbit/s-Modem konnte das Gerät eine Internetverbindung aufbauen.
Apple wollte seinen Pippin nicht selbst vermarkten, stattdessen sollte er von anderen Herstellern in Lizenz produziert und vermarktet werden (ein ähnliches Vermarktungsmodell war bereits für die 3DO angestrebt worden). Der japanische Spielwarenhersteller Bandai blieb letztlich der einzige Lizenznehmer.
Zu der Zeit, als Bandai den Pippin herausbrachte (1996 in Japan, 1996 in den USA), wurde der Markt bereits von der Sony PlayStation und dem Sega Saturn dominiert. Diese Geräte waren als Spielekonsolen leistungsfähiger als der Pippin. Außerdem bot nur Bandai selbst Software für den Pippin an. Als Billigcomputer beworben, wurde das System trotzdem zumeist als Videospielkonsole angesehen und war mit einem Preis von anfänglich 599 US$ zu teuer für dieses Marktsegment. Bandai konnte lediglich 42.000 Geräte absetzen, bevor der Pippin 1997 wieder aus dem Sortiment genommen wurde.
Aus technischer Sicht war das Pippin-Konzept als einfache Spielekonsole ohne 3D-Grafikprozessor nicht mehr neu und als Spiele- oder Personalcomputer zu schwach ausgestattet. Bandais Version verschwand schnell wieder vom japanischen und amerikanischen Markt. In Europa kam das Gerät im Vertrieb von KATZ-Media auf den Markt. Die Grazer Firma Media-Designer versuchte den Vertrieb für Österreich. Eines der wenigen Geräte war 2006 im Wiener Wirtschaftsmuseum im Rahmen der Ausstellung »30 Jahre Apple« zu sehen.

## Spiele
Es sind nur wenige Spiele für den Pippin erschienen; Super Marathon ist eines der bekanntesten. Dies war eine Portierung der auf dem Mac bekannten Marathon-Serie, die vom späteren Halo-Entwickler Bungie Software programmiert wurde.

## Rezeption
Das amerikanische Computermagazin PC World bezeichnete den Pippin 2006 als eines der 25 schlechtesten Tech-Produkte aller Zeiten:

“Underpowered, overpriced, and underutilized--that pretty much describes everything that came out of Apple in the mid-90s.”

„Ungenügende Leistung, überteuert und unzureichend ausgestattet – das beschreibt so ziemlich alle Dinge, die Mitte der 90er Jahre von Apple erschienen sind.“